# Лужецкий, Андрей Гаврилович
Андрей Гаврилович Лужецкий (5 августа 1905, дер. Выползовка, Курская губерния — 9 сентября 1984, Серпухов, Московская область) — военнослужащий пограничных войск НКВД (МГБ) СССР, участник советско-финской и Великой Отечественной войн, Герой Советского Союза (26.04.1940). Подполковник.

## Биография
Андрей Лужецкий родился 5 августа 1905 года в деревне Выползовка (ныне — село Ржавец Прохоровского района Белгородской области). Окончил неполную среднюю школу.
С октября 1927 года по 1929 год проходил срочную службу в Рабоче-крестьянской Красной Армии. В 1932 году Лужецкий был призван на службу во внутренние войска ОГПУ СССР, с 1934 года служил в погранвойсках. В 1936 году окончил 3-ю пограншколу, в 1939 году — курсы при Высшей пограничной школе.
Участвовал в боях советско-финской войны, будучи командиром сводной пулемётной роты 5-го пограничного полка войск НКВД. Когда в январе 1940 года его рота была атакована превосходящими финскими войсками, Лужецкий правильно организовал бой в условиях полного окружения и выстроил систему огня, что позволило роте уверенно отразить многократные финские атаки. Сам вёл огонь из пулемёта, был тяжело ранен, но продолжал сражаться. Рота вела ожесточённые бои в течение сорока шести дней, но удержала позиции.
Указом Президиума Верховного Совета СССР от 26 апреля 1940 года «за успешное выполнение боевых заданий Правительства по охране государственных границ и проявленные при этом отвагу и геройство» старший лейтенант Андрей Лужецкий был удостоен звания Героя Советского Союза с вручением ордена Ленина и медали «Золотая Звезда» за номером 133. Также звание Героя было присвоено командиру пулемётного взвода его роты лейтенанту Ивану Кобзуну, а подавляющая часть воинов-пограничников роты награждена орденами и медалями.
С 1940 года служил в Управлении НКВД СССР по охране правительственных и государственных учреждений. Осенью 1941 года сопровождал гроб с телом В. И. Ленина в эвакуацию в Тюмень.
Участник Великой Отечественной войны с 1942 года, когда был переведён в действующую армию. Воевал заместителем командира и командиром стрелкового полка, был командиром стрелковой бригады. Отличился в Крымской наступательной операции. В 1944 году А. Г. Лужецкий окончил ускоренный курс Военной академию РККА имени М. В. Фрунзе.
В марте 1953 года подполковник А. Г. Лужецкий был уволен в запас. Проживал в Серпухове. Много лет был членом Серпуховского городского Совета ветеранов.
Скончался 9 сентября 1984 года, похоронен на Ивановском кладбище Серпухова.

## Награды
- Герой Советского Союза (26.04.1940)
- Орден Ленина (26.04.1940)
- Орден Красного Знамени
- Орден Отечественной войны 1-й степени
- Орден Красной Звезды
- Медаль «За боевые заслуги»
- Ряд медалей СССР[1]

## Память
Бюст Лужецкого установлен в Прохоровке.